# Crepidium novoguineense
Crepidium novoguineense là một loài thực vật có hoa trong họ Lan. Loài này được Marg., Szlach. & Kubala mô tả khoa học đầu tiên năm 1999.